# Móng Đà Lạt
Móng Đà Lạt (danh pháp Uncifera dalatensis) là một loài thực vật có hoa trong họ Lan. Loài này được (Guillaumin) Seidenf. & Smitinand mô tả khoa học đầu tiên năm 1965.